# シャルル＝トマ・マヤール・ド・トゥルノン
シャルル＝トマ・マヤール・ド・トゥルノン（Charles-Thomas Maillard de Tournon、1668年12月21日 - 1710年6月8日）は、サヴォイア公国（今のイタリア）出身の枢機卿。教皇クレメンス11世の使節として清に赴き、中国の典礼問題に関する教皇の決定を康熙帝に伝えたが、会談は完全に決裂した。
名はイタリア語式に「Carlo Tommaso」ともいう。中国語の名前は、「多羅もしくは鐸羅」

## 略歴
トゥルノンはトリノに生まれ、ニッツァ（ニース）の大学で神学と法学を学んだ。
ローマで教皇クレメンス11世によって1701年にアンティオキア総大司教にあげられ、中国の典礼問題を解決するための使節として清に派遣された。
教皇は1704年11月20日の勅令「Cum Deus Optimus」によってキリスト教徒が儒教の典礼に参加することを禁止し、またキリスト教の神を「天」「上帝」などと呼ぶことを禁止した。1703年にトゥルノンが出発したとき、まだ勅令は正式に発行されていなかったが、すでに方針は定まっており、トゥルノンはその内容を知っていた。
トゥルノンはフランスの船に乗り、まずインドのポンディシェリに到着した。インドでも、ロベルト・デ・ノビリ以来、イエズス会がインドの習慣に協調した布教を行っていたので（en:Malabar rites）、これを非難した。トゥルノンは旅を続けて、マニラ経由で1705年4月に広州に到着した。康熙帝の招きによって12月4日に北京に到着し、フランス人イエズス会宣教師の家に滞在した。
トゥルノンは儒教の祭祀がキリスト教と共存できないという教皇の禁令を伝えたが、康熙帝は祭祀は何かの利益を求めるために行うものではなく儀礼に過ぎないとして反対した。議論が膠着したため、トゥルノンは広州へ戻った。その途中、1707年1月25日に南京で教皇の勅令を伝え、孔子の祭祀に参加したり、神を「上帝」と呼んだキリスト教徒は破門すると宣言した。一方康熙帝は許可証（票）を与えられた宣教師だけが中国に滞在できるとした。
康熙帝はトゥルノンをマカオに追放した。マカオのポルトガル人はアジアの教会の管轄をめぐって教皇と対立しており、ポルトガルによる独占的な教会管理権の敵としてトゥルノンを監禁した。
1707年8月1日、クレメンス11世はトゥルノンを枢機卿とした。トゥルノンは1710年にマカオで没した。遺体はローマへ送られ、そこで埋葬された。

## その後
康熙帝は宣教師が有用であることも知っていたので、問題の外交的解決を期待して教皇へ使節を送った。しかし、最初の使節は航海中に遭難し、2番目の使節はローマにとどめられて帰ってこなかった。1716年、康熙帝は北京を訪れる人ごとに使節の帰還を要求する「紅票」と呼ばれる文書を渡した。その後、使節に随行していた樊守義が1720年に北京に帰りついた（他の使節はそれまでに死亡していた）。いっぽうクレメンス11世も康熙帝に手紙を送った。
クレメンス11世は1715年にも勅令「Ex illa die」を出して、改めて典礼への参加を禁じた。

## 関連文献
- Rouleau, Francis A (1962). “Mallard de Tournon Papal Legate at the Court of Peking. The first Imperial Audience (31 December 1705)”. Archivum Historicam Societatis Iesu XXXI:  264-321.